# Церква Пресвятої Трійці (Майдан)
Церква Пресвятої Трійці в Майдані — парафія і храм греко-католицької громади Копичинецького деканату Бучацької єпархії Української греко-католицької церкви в селі Майдан Чортківського району Тернопільської области.

## Історія церкви
Дерев'яний храм у селі Майдан збудували у 1700 році, його придбали в сусідній парафії села Скородинці. Парафію було утворено у 1926—1927 роках. До цього греко-католики села духовно належали до парафії в селі Тудорів. Священник о. М. Самовицький ініціював придбання церкви і першим почав у ній відправи.
У 1946 році парафію примусово перевели до московського православ'я, а у 1956 році церкву закрили. Храм знову відкрили у 1973 році. У 1992 році парафіяни села Майдан повернулися в лоно УГКЦ.
У 2005 році о. Григорій Полоз, який до 2009 року служив у старій дерев'яній церкві, запропонував збудувати новий храм. Завдяки його зусиллям, а також допомозі голови парафіяльної ради Петра Рибака та старшої сестриці Стефанії Юсипів, будівництво тривало з 2005 по 2008 рік. Новий храм звели за кошти майнових паїв парафіян та пожертви жителів 54 навколишніх сіл.
Будівельну бригаду очолив Степан Дмитришин із села Оленівка.
Архітектором був Й. Кулик, а авторами іконостасу — Б. Ковальчук і А. Канон.
8 червня 2008 року, на свято Пресвятої Трійці, храм освятив єпископ-емерит Івано-Франківський Софрон (Мудрий) за участі Апостольського Адміністратора Бучацької єпархії о. Димитрія Григорака.
У 2012 році о. Григорій організував будівництво двоярусної дзвіниці. Після подій 2013—2014 років за його ініціативи споруджується пам'ятник Небесній сотні та воїнам-борцям.
При парафії діють:
- Братство «Апостольство молитви»
- Вівтарна дружина
- Спільнота «Матері в молитві»

Парох о. Григорій проводить катехизацію в храмі.
Парафія також володіє костелом, парафіяльним будинком, колишнім молитовним домом «Віри Мойсея» та старою дерев'яною церквою, на території якої є капличка для літніх відправ. Загалом на території парафії налічується 12 хрестів.

## Парохи
- о. Роман Волощук,
- Михайло Матвійчук,
- о. М. Самовицький,
- о. Роман Гузан,
- о. Михайло Бениш,
- о. Андрій Литвинюк (з 1932),
- о. Іван Гура (з 1946),
- о. А. Литвинюк,
- о. Тимофій Буштинський,
- о. В. Ганішевський,
- о. Івана Гуру (1992—2001),
- о. Григорій Полоз — адміністратор (з 29 липня 2001) та парох (з 30 липня 2003) парафії.